# Rourea grosourdyana
Rourea grosourdyana é uma espécie  de planta com flor pertencente à família Connaraceae.
A autoridade científica da espécie é Baill., tendo sido publicada em Adansonia 9: 149. 1868.

## Brasil
Esta espécie  é nativa e não endémica do Brasil, podendo ser encontrada na Região Norte. Em termos fitogeográficos pode ser encontrada no domínio da Amazônia.
Ocorrem dois táxons infra-específicos no Brasil:
- Rourea grosourdyana var. glaberrima Forero
- Rourea grosourdyana var. grosourdyana